# Fosburyflop

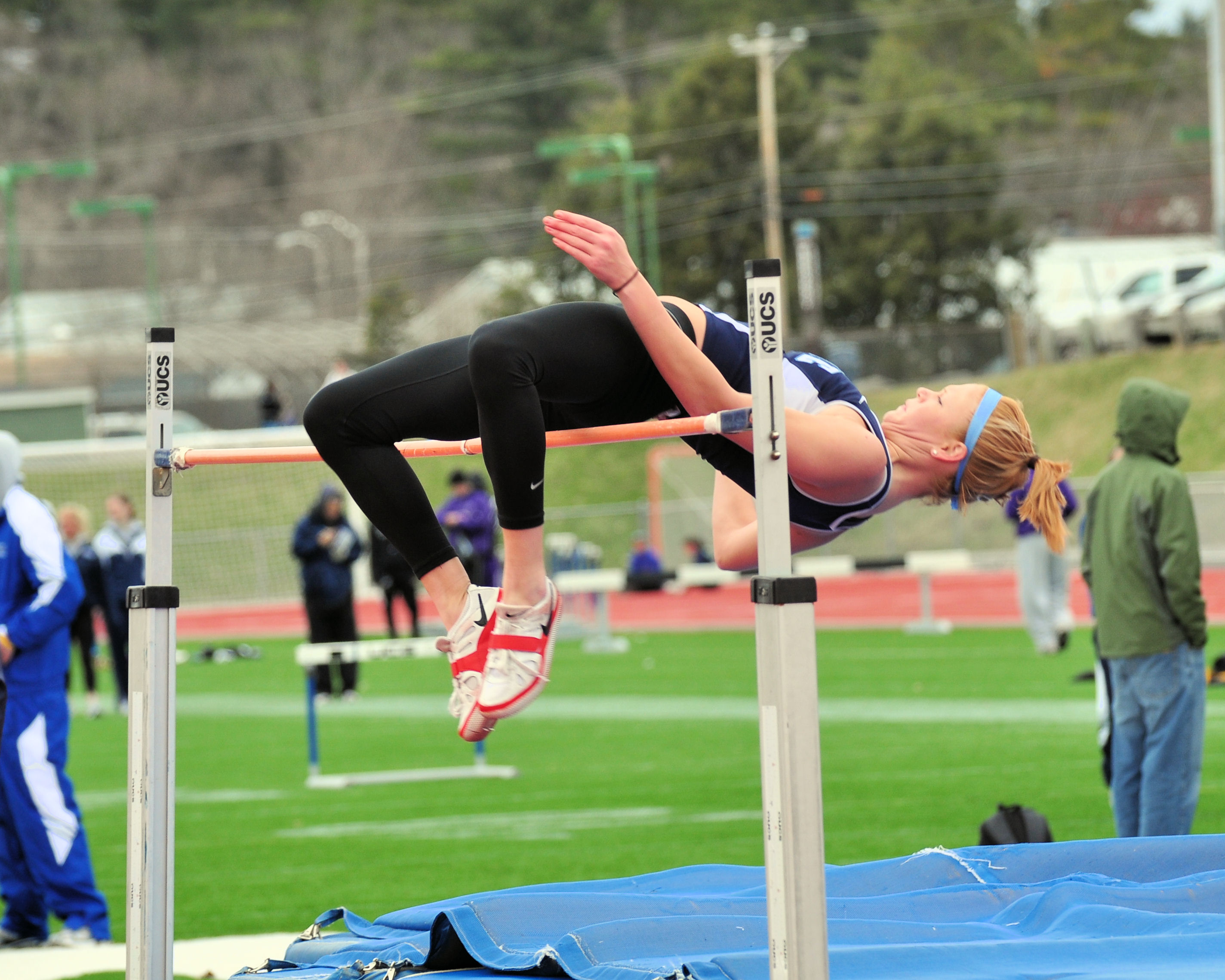
Fosburyflop

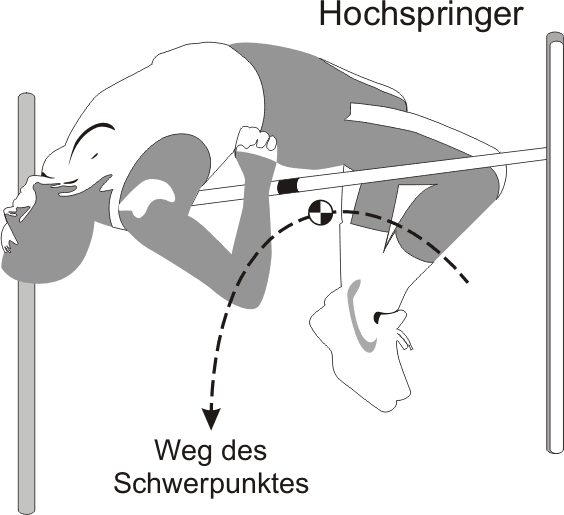
Het zwaartepunt gaat onder de lat door.

De fosburyflop (of kortweg flop) is een springtechniek die gebruikt wordt bij het hoogspringen.

## Techniek
De aanloop van een fosburyflop bestaat uit een aantal passen (4-8) in een rechte lijn plus een aantal passen (3-5) in de vorm van een cirkelboog. In de boog helt het lichaam naar binnen om tijdens de laatste pas de verticale stand in te nemen. Het afzetten gebeurt met één been (dit moet altijd volgens de regels van het hoogspringen). Vervolgens gaat het hoofd van de atleet als eerste over de lat, waarna de rest van het lichaam om de lat heen draait met de rug ernaartoe gekeerd. Deze draaiing is het gevolg van het oprichten in de laatste pas van de aanloop en wordt verder veroorzaakt door de acties van het zwaaibeen (het been waarmee niet afgezet wordt).
Een biomechanisch voordeel van de floptechniek is dat de hoogspringer over de lat kan gaan, terwijl het zwaartepunt eronderdoor kan gaan. Bij de rolsprong kan dat ook, maar de rolsprong is een stuk moeilijker om te leren en is daardoor vrijwel niet meer in gebruik. Overigens zijn er maar heel weinig springers die de techniek zodanig beheersen, dat het zwaartepunt daadwerkelijk onder de lat doorgaat, de afbeelding is veel te optimistisch wat dit betreft.

## Geschiedenis
De techniek was internationaal op de Olympische Spelen van 1968 in Mexico-Stad voor het eerst te zien. In de VS had Dick Fosbury de techniek al eerder gebruikt. Overigens is Fosbury niet de uitvinder van deze techniek. Reeds in 1912 gebruikte zijn landgenoot Clinton Larson een vergelijkbare sprongtechniek. In 1924 sprong deze atleet op 32-jarige leeftijd tijdens een demonstratie in Magna (Utah) zelfs over 2,07 m. De techniek vond echter geen navolging, omdat hij in die tijd als te gevaarlijk werd beschouwd, want de springer landde na de sprong ruggelings in het zand. Larsons verdienste was wel dat hij de aanzet gaf tot nadenken over de aanloop.
De eerste Nederlandse atleet die succes boekte met de fosburyflop was Raymond de Vries. Zijn ervaring was dat deze techniek hem meteen al vijftien centimeter winst opleverde. Op de Olympische Spelen van 1972 in München gebruikten 28 van de veertig hoogspringers de fosburyflop. Daar was Dick Fosbury niet bij: hij had zich niet kunnen kwalificeren.

### Andere technieken
De fosburyflop is tegenwoordig de populairste springtechniek bij het hoogspringen. Andere gebruikte technieken zijn de Schotse sprong (ook schaarsprong genoemd, al is dat strikt genomen een andere techniek) en de rolsprong. De rolsprong of straddle was de dominante techniek vóór de uitvinding van de schuimrubber landingsmatrassen.